# Jean-Philippe Dally
Jean-Philippe Dally (Orléans, 8 marzo 1996) è un cestista francese con cittadinanza ivoriana.